# Juan Carlos Letelier
Juan Carlos Letelier (Valparaíso, 20 mei 1959) is een voormalig profvoetballer uit Chili, die gedurende zijn carrière speelde als aanvaller. Zijn bijnamen luidden Pato, Lete, El Llanero Soliario en El Pinguino.

## Clubcarrière
Letelier speelde clubvoetbal in Chili, Ecuador, Peru, Mexico, Colombia en Brazilië.

## Interlandcarrière
Letelier speelde 57 officiële interlands voor Chili, en scoorde achttien keer voor de nationale ploeg in de periode 1979-1989. Hij maakte zijn debuut in de vriendschappelijke thuiswedstrijd tegen Ecuador (0-0) op 13 juni 1979.
Letelier nam met Chili deel aan het WK voetbal 1982 in Spanje, waar hij scoorde in de derde en laatste groepswedstrijd tegen Algerije (3-2 nederlaag). Letelier maakte eveneens deel uit van de Chileense selecties voor de Copa América 1987 en de Copa América 1989.

## Erelijst
Cobreloa
- Primera División (Chili)

1982, 1985
 Universitario
- Primera División Peruana

1992
 Sporting Cristal
- Primera División Peruana

1994